# Правовий статус Святого Престолу
Правовий статус Святого Престолу, церковної юрисдикції Католицької Церкви в Римі, як у державній практиці, так і згідно з письмами сучасних вчених-правників, є повноцінним суб'єктом міжнародного публічного права з правами та обов'язками, аналогічними до цих держав.

## Суб'єкт sui generis, який має міжнародну правосуб'єктність
Хоча Святий Престол, на відміну від держави-міста Ватикан, не відповідає давно встановленим критеріям міжнародного права державності; тобто має постійне населення, визначену територію, стабільний уряд і здатність вступати у відносини з іншими державами;[1] його повна правосуб'єктність у міжнародному праві підтверджується його дипломатичними відносинами із 180 державами, вважається державою у різних міжурядових міжнародних організаціях, і що вона: «поважається міжнародним співтовариством суверенних держав і розглядається як суб'єкт міжнародного права, який має право вступати в дипломатичні відносини та укладати обов'язкові угоди з одним, кількома, або багатьма державами за міжнародним правом, які значною мірою спрямовані на встановлення та збереження миру у світі».[2] Як зазначає Грем:
```
Той факт, що Святий Престол є нетериторіальною установою, більше не розглядається як причина для відмови у статусі міжнародної особи. Папство може діяти від свого імені в міжнародній спільноті. Він може укладати юридично обов’язкові конвенції, відомі як конкордати. У світі дипломатії Папа користується правами активного та пасивного представництва. (...) Крім того, ця особа Святого Престолу відрізняється від особи держави Ватикан. 
Один є нетериторіальним інститутом, а інший державним.
 Папство як релігійний орган є суб'єктом міжнародного права і має міжнародні права та обов'язки.[3]
```

Цей особливий характер Святого Престолу в міжнародному праві, як нетериторіального утворення з юридичною особою, подібною до держав, змусив професора Яна Браунлі визначити його як «суб'єкт sui generis»[4].

## Самосприйняття Святого Престолу
Більше того, сам Святий Престол, претендуючи на міжнародну правосуб'єктність, не претендує на звання держави. Кардинал Жан-Луї Тауран, колишній секретар зі зв'язків з державами Державного секретаріату Святого Престолу, підкреслив необхідність уникати асиміляції Святого Престолу та його міжнародних дій з державами, які прагнуть влади. За словами Таурана, Святий Престол, безсумнівно, є суверенним суб'єктом міжнародного права, але переважно релігійного характеру.[5]

## Правова основа міжнародної правосуб'єктності Святого Престолу
Див. Також: Латеранський договір
Для деяких експертів нинішня правосуб'єктність Святого Престолу є залишком його головної ролі в середньовічній політиці. Так, Аранджіо-Руїс зазначив, що Святий Престол був дійовою особою в еволюції міжнародного права ще до створення сильних національних держав, і що з тих пір він зберігає міжнародну правосуб'єктність[6].
Для інших міжнародна правосуб'єктність Святого Престолу виникає виключно через визнання його іншими державами. У цьому сенсі Браунлі стверджує, що особистість Святого Престолу «як релігійного органу, крім його територіальної бази у Ватикані» випливає з «принципу ефективності», тобто з того факту, що інші держави добровільно визнають Святий Престол. Бачите, погоджуйтеся на двосторонні відносини з нею, і фактично зробіть це в ситуації, коли жодне правило ius cogens не порушується. Однак для нього надана таким чином міжнародна правосуб'єктність ефективна лише щодо тих держав, які готові вступити з нею в дипломатичні відносини[7]. Кроуфорд також вважає, що визнання низки штатів є важливим доказом визнання правосуб'єктності Святого Престолу, тому сьогодні це не можна заперечувати.[8]
Для третьої групи авторів міжнародна правосуб'єктність Святого Престолу базується здебільшого, але не лише, на його унікальній духовній ролі. Наприклад, Араужо зазначає, що «загалом розуміється, що міжнародна особистість Святого Престолу випливає з його релігійного, морального та духовного авторитету та місії у світі, на відміну від претензій на суто тимчасові питання. Однак це неповне розуміння, підстав, на яких може бути виправданим його вимога як суб'єкта міжнародного права», оскільки, на його думку, претензія Святого Престолу на міжнародну правосуб'єктність також може бути виправдана тим, що вона визнається іншими державами як повноправний суб'єкт міжнародне право.[9] Здається, сам Латеранський договір підтримує цю точку зору. У статті 2 Італія визнала «суверенітет Святого Престолу в міжнародній сфері як атрибут, притаманний його природі, відповідно до її традиції та вимог її місії у світі».
Для іншої групи правосуб'єктність Святого Престолу в міжнародному праві випливає з Латеранського договору, який, на їхню думку, надав міжнародний статус центральному уряду Католицької Церкви. У цьому сенсі Оппенгейм стверджував, що «раніше суперечлива міжнародна позиція Святого Престолу була прояснена в результаті Договору від 11 лютого 1929 року між Святим Престолом та Італією — так званого Латеранського договору. (…) Латеранський договір. Договір знаменує собою відновлення офіційного членства, перерваного в 1871 році, Святого Престолу в суспільстві держав».[10] Оппенгейм йде далі і заперечує окрему правосуб'єктність для держави Ватикан. Для нього сукупність Святого Престолу плюс Ватикан становить лише одну міжнародну особу; див. стор. 328:
```
Мабуть, має бути сувора думка, що Латеранський договір створив нову міжнародну державу Ватикан, головою якого є діючий Святий Престол; але практика держав не завжди чітко розрізняє ці два елементи таким чином. Тим не менш, вважається, що в тій чи іншій формі існує держава, яка має формальні вимоги державності і є міжнародною особою, визнаною такою іншими державами.
```

Кунц різко критикував цю точку зору. Для нього:
```
Латеранський договір мав на меті раз назавжди ліквідувати «римське питання» і привести до примирення між Святим Престолом та Італією, але жодним чином не створював і не змінював міжнародне становище Святого Престолу. (Отже, це невірно, оскільки Оппенгейм (...) стверджує, що «досі суперечливе міжнародне становище Святого Престолу було прояснено в результаті Договору».) Договір, укладений між Святим Престолом та Італією, передбачає міжнародна особа Святого Престолу.[11]
```

## Статус між 1870 і 1929 роками
Окреме питання — чи був Святий Престол суб'єктом міжнародного права між 1870 р., коли Королівство Італія анексувала Папську область, і 1929 р., коли були підписані Латеранські договори. Сполучені Штати, наприклад, призупинили дипломатичні відносини зі Святим Престолом, коли втратили Папську область[12]. Так само Оппенгейм вважав, що правосуб'єктність Папської області зникла в 1870 році. Для нього між 1870 і 1929 роками «Святий Престол не був міжнародною особою», хоча «за звичаєм і мовчазною згодою більшості держав він отримав квазіміжнародна позиція».[13] Комісія міжнародного права ООН зазначила, що:
```
Принципом міжнародного права завжди було те, що суб'єкти, які не є державами, можуть мати міжнародну правосуб'єктність і правоздатність укладати договори. Приклад наводить папство, особливо в період, що безпосередньо передував Латеранському договору 1929 року, коли папство не здійснювало територіального суверенітету. Проте вважалося, що Святий Престол має право укладати міжнародні договори. Навіть зараз, хоча існує держава Ватикан (...) договори укладаються не через територіальний суверенітет над державою Ватиканом, а від імені Святого Престолу, який існує окремо від цієї держави[14].
```

Так само Кунц стверджував, що:
```
До 1870 року існували два суб’єкти міжнародного права: Папська держава і Святий Престол. (...) З цих двох осіб у міжнародному праві одна, Папська держава, безсумнівно, припинила своє існування відповідно до норм загального міжнародного права внаслідок італійського завоювання та підкорення в 1870 році. Але Святий Престол, як завжди, залишився , предмет загального міжнародного права також у період між 1870 і 1929 рр. Що це так, повністю підтверджує практика держав. Святий Престол продовжував укладати конкордати і продовжував, за згодою більшості штатів, здійснювати активне і пасивне право представництва. Правове становище його дипломатичних агентів (...) залишалося заснованим на загальному міжнародному праві, а не на італійському законі про гарантії, муніципальному законі[15].
```

## Опозиція участі Святого Престолу в багатосторонніх форумах
З 1995 року неурядова організація «Католики за вибір» виступає проти участі Святого Престолу у багатосторонніх форумах[16]. У ньому стверджується, що Святий Престол є релігійною організацією, а не державою, і, отже, він не повинен мати ані спеціального статусу в міжнародному праві, ані права брати участь у міжнародних конференціях з питань, аналогічних державам. соціальні, культурні та економічні питання.[17] Жодна держава не підтримала цю ініціативу. Навпаки, Генеральна Асамблея Організації Об'єднаних Націй підтвердила та підвищила статус Святого Престолу як спостерігача в ООН у своїй Резолюції 58/314 від 16 липня 2004 року.[18]